# پنکه

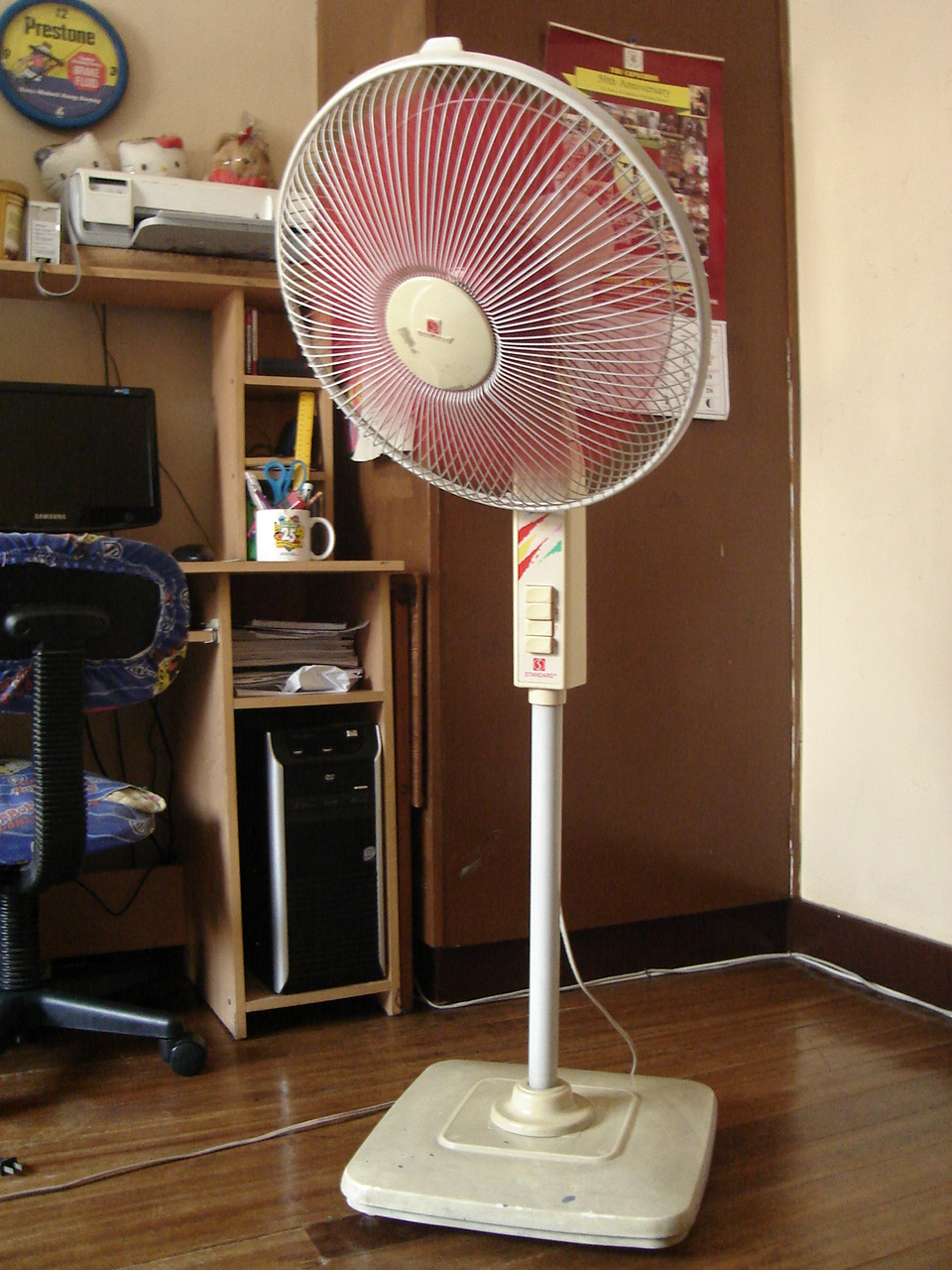
یک پنکهٔ پایه‌بلند

پَنکه (به هندی: पंखा) یک فن مکانیکی است (فرهنگ معین؛ بادبزن برقی) که برای خنک کردن در خانه‌ها و ساختمان‌ها فراوان مورد استفاده‌است. پنکه دارای پره‌های اریب است که با چرخیدن خود باعث جابجایی و خنکی هوا می‌شود گرچه محصول جدیدتر و مشابهی به نام پنکه بی‌پره وجود دارد که فاقد پره است.
پنکه‌های خانگی در چهار مدل رومیزی، ایستاده، سقفی یا دیواری ساخته می‌شوند. یکی از کاربردها پنکه در محیط‌هایی است که به دلیل بالا بودن درصد رطوبت هوا امکان استفاده از کولر آبی وجود ندارد.

## ریشه واژه
ریشه واژه پنکه از زبان سانسکریت آمده و به معنای بال پرنده است. (هندی: पङ्खा, pangkhā) پنکه‌های اولیه به‌صورت صفحه‌های تخت آویزان از سقف بوده که به‌وسیلهٔ یک بند جهت جابجایی هوا به‌صورت دستی تکان داده می‌شده است.

## تاریخچه

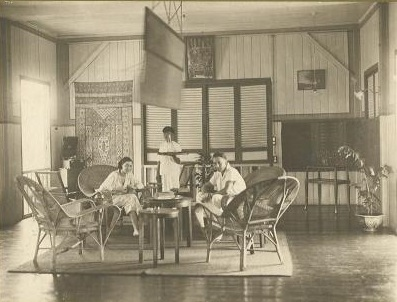
پنکه اولیه در منزل یک سرهنگ فرانسوی در اندونزی در سال ۱۹۳۰

از فن پانکا حدود ۵۰۰ سال قبل از میلاد در هند استفاده می‌شد. این یک فن دستی بود که از نوارهای بامبو یا الیاف گیاهی دیگر ساخته شده بود که می‌توانست برای حرکت دادن هوا چرخش یا فن داشته باشد. در زمان حکومت انگلیس، این کلمه توسط انگلیسی-هندی به معنای یک فن تخت بزرگ تاب دار استفاده می‌شود، که در سقف ثابت می‌شود و توسط بنده ای بنام پانکاواله کشیده می‌شود.
برای اهداف تهویه مطبوع، صنعتگر و مهندس سلسله هان، دینگ هوان یک فن دوار دستی با هفت چرخ اختراع کرد که قطر آن ۳ متر (۱۰ فوت) بود. در قرن ۸، در زمان سلسله تانگ (۶۱۸–۹۰۷)، چینی‌ها از نیروی هیدرولیکی برای چرخاندن چرخ‌های فن برای تهویه مطبوع استفاده می‌کردند، در حالی که فن دوار در طول سلسله سونگ (۹۶۰–۱۲۷۹) حتی بیشتر متداول شد.
در قرن هفدهم، آزمایش‌ها دانشمندانی از جمله اتو فون گوریکه، رابرت هوک و رابرت بویل، اصول اساسی خلأ و جریان هوا را ایجاد کرد. معمار انگلیسی سر کریستوفر رن از سیستم تهویه اولیه در خانه‌های پارلمان استفاده کرد که از دمنده برای گردش هوا استفاده می‌کرد. طراحی رن می‌تواند کاتالیزوری برای پیشرفت و نوآوری‌های بعدی باشد. همان‌طور که توسط گئورگ آگریکولا (۱۴۵۵–۱۵۵۵) نشان داده شده‌است، اولین فن چرخشی استفاده شده در اروپا برای تهویه مین بوده‌است.

John Theosophist Desalinizes، مهندس انگلیسی، استفاده موفقیت‌آمیز از سیستم فن را برای بیرون آوردن هوای راکد از معادن زغال‌سنگ در سال ۱۷۲۷ نشان داد و بلافاصله پس از آن دستگاه مشابهی را در پارلمان نصب کرد. تهویه مناسب به ویژه در معادن زغال‌سنگ مهم بود تا تلفات ناشی از خفگی را کاهش دهد. مهندس عمران جان اسماتون و بعداً جان بودل پمپ‌های هوای متقابل را در معادن شمال انگلیس نصب کردند. با این وجود، این آرایش ایدئال نبوده زیرا ماشین آلات ممکن است خراب شوند. 

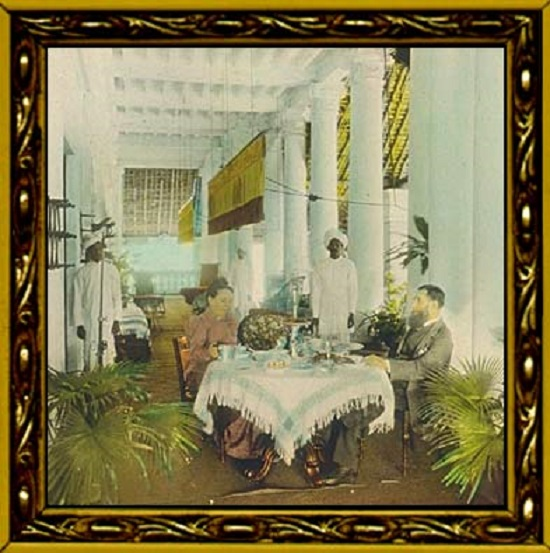
پنکه اولیه در یک منزل انگلیسی در هند در سال ۱۸۸۰

## پنکه رومیزی
پنکه‌های رومیزی در دو مدل پایه‌کوتاه و پایه‌بلند ساخته می‌شوند.
در ایران تعداد کارخانه‌های تولیدکننده پنکه رومیزی انگشت شمار است.

### قسمت‌های مهم پنکه رومیزی
- موتور، که معمولاً از نوع تک‌فاز روتورقفسی با راه‌انداز خازنی و سیم‌پیچ کمکی است.[۳]
- پره‌های خنک‌کننده
- نگه دارنده پره خنک‌کننده
- شبکه سیمی یا محافظ خنک‌کننده و پایه
- صفحه کلید
- کلید ساعتی

### طریقه جا زدن شبکه پروانه پنکه رومیزی
شبکه را به بدنه با جایی که موتور درون آن قرار دارد می‌بندند بعد از بستن شبکه نیمه واشر مخصوص پشت پروانه خنک‌کننده را به محور موتور می‌بندند. بعد از واشر مخصوص پروانه خنک‌کننده را در جای خود گذاشته و پیچ روی پروانه خنک‌کننده را می‌بندند و نیمه دیگر شبکه را به نیمه ثابت شبکه بسته شده می‌بندند. باید توجه داشت پیچ محافظ پروانه یا همان پیچ نگهدارنده که بر روی پروانهٔ خنک‌کننده قرار دارد برخلاف پیچ‌های موجود در بازار عموماً چپ پیچ بوده که جهت بازکردن پنکه برای تمیز کردن یا تعمیرات بایستی به آن توجه داشت.

### مدار الکتریکی پنکه رومیزی
مدار الکتریکی یک پنکه رومیزی مجهز به تایمر است. لازم به توضیح است که موتور پنکه رومیزی دارای سه دور تند، متوسط، و کم است که توسط یک صفحه کلید با چهار دکمه امکان بهره‌برداری از دورهای مختلف آن فراهم می‌گردد. از این چهار دکمه برای قطع و سه دکمه برای دورهای مختلف است. کلیدها با استفاده از مکانیزم سیم‌بندی کم‌کن دور سرعت موتور را کنترل می‌کنند.

## پنکه دیواری
ساختمان پنکه دیواری مشابه پنکه رومیزی است، با این تفاوت که به جای قرار گرفتن روی میز یا زمین، روی دیوار نصب می‌شود و از این نظر که در دسترس کودکان نیست و خطر برخورد با آن کمتر است مزیت دارد. این پنکه مجهز به دستگاه کنترل از راه دورند.

## پنکه سقفی
موتور این نوع پنکه‌ها نیز از نوع تک‌فاز خازن‌دار است. در زیر این پنکه ممکن است لوستر نصب شده باشد. بیشتر پنکه‌های سقفی موجود در بازار از نوع سه‌پره هستند اما پنکه‌هایی که پره‌های بیشتری داشته باشند نیز وجود دارند.
این پنکه‌ها دارای دو سیم‌پیچ اصلی و راه‌انداز (کمکی) هستند.
برای کنترل سرعت از سیم‌پیچی سلف چند سر که با موتور تکفاز خازن‌دار سری شده‌است استفاده می‌شود. این سیم‌پیچ در بیشترین سرعت از مدار خارج می‌شود و موتور با ولتاژ نامی کار خواهد کرد اما در سرعت‌های پایین‌تر بخشی از این سیم‌پیچی در مدار قرار می‌گیرد. کنترل دور این پنکه معمولاً از راه یک کلید گردان که روی دیوار نصب می‌شود انجام می‌گیرد.